# Colorado do Oeste
Colorado do Oeste är en kommun i Brasilien.   Den ligger i delstaten Rondônia, i den centrala delen av landet, 1 400 km väster om huvudstaden Brasília. Antalet invånare är 18 602.
Omgivningarna runt Colorado do Oeste är huvudsakligen savann. Runt Colorado do Oeste är det glesbefolkat, med 13 invånare per kvadratkilometer.